# Yoshitaka Yamaya
Yoshitaka Yamaya (山谷 祥生 Yamaya Yoshitaka?) es un seiyū japonés. Anteriormente estuvo afiliado a With Line, pero ahora está representado por First Wind Production.

## Filmografía

### Anime
2014
- Daiya no Ace, Itsuki Tadano
- Aldnoah.Zero, Okisuke Mikuni[2]
- Mahō Sensō, Tsuganashi Aiba (joven)
- Isshūkan Friends, Yūki Hase[3][4]
- Re:_Hamatora, Hikaru

2015
- Daiya no Ace Second Season, Itsuki Tadano
- Aldnoah.Zero, Okisuke Mikuni
- Assassination Classroom, Tomohito Sugino[5]
- Miritari!, Sōhei Yano[6]
- Re-Kan!, Kenta Yamada[7]
- Noragami Aragoto, Tatsumi

2016
- Assassination Classroom 2nd Season, Tomohito Sugino
- Danganronpa 3: The End of Hope's Peak High School, Sosuke Ichino
- Touken Ranbu: Hanamaru, Tōshirō Akita

2017
- Ikemen Sengoku: Toki wo Kakeru ga Koi wa Hajimaranai, Ishida Mitsunari
- Tsukipro The Animation, Kensuke Yaegashi
- The Idolmaster SideM, Kyosuke Aoi[8]

2018
- Amai Chōbatsu: Watashi wa Kanshu Senyō Pet, Myojin Aki
- The Idolmaster SideM Wakeatte Mini!, Kyosuke Aoi[9]
- Black Clover (2018-2021), Marx Francois

2019
- The Rising of the Shield Hero (2019), Itsuki Kawasumi[10]
- Daiya no Ace Act II, Itsuki Tadano
- Shōmetsu Toshi, Shunpei[11]
- Kono Oto Tomare!, Kiyoshi Kasugai[12]
- Mairimashita! Iruma-kun, Shax Reid
- Stand My Heroes: Piece of Truth, Natsuki Sugano
- Hoshiai no Sora, Yūta Asuka[13]

2020
- Oshi ga Budōkan Ittekuretara Shinu, Motoi[14]
- A3! Season Spring &amp; Summer, Muku Sakisaka[15]
- Jujutsu Kaisen, Junpei Yoshino[16]
- Munō na Nana, Secuaz de Moguo C
- Tsukiuta The Animation 2, Kensuke Yaegashi

2021
- Mairimashita! Iruma-kun Season 2, Shax Lied
- Tsukipro The Animation 2, Kensuke Yaegashi
- Tsuki to Laika to Nosferatu, Franz Felman
- Taishou Otome Otogibanashi, Tamao Shima

2022
- Mairimashita! Iruma-kun Season 3, Shax Lied

2023
- Flaglia, Rabu[17]

### ONAs
- Koro-sensei Q! (2016), Tomohito Sugino

### Películas
- Digimon Adventure: La última evolución Kizuna (2020), Iori Hida[18]
- Black Clover: Sword of the Wizard King (2023), Marx Francois
- Digimon Adventure 02: The Beginning (2023), Iori Hida[19]

### Juegos
2015
- The Idolmaster SideM, Kyosuke Aoi
- Assassination Classroom: Koro-sensei Dai Hōimō, Tomohito Sugino
- Ikemen Sengoku: Toki wo Kakeru Koi, Ishida Mitsunari
- Tōken Ranbu, Tōshirō Akita
- Yume Oukoku to Nemureru Hyakunin no Oujisama, Creto y Príncipe Azalee
- MapleStory, Jay[20]

2016
- Stand My Heroes, Natsuki Sugano

2017
- A3!, Muku Sakisaka
- The Idolmaster SideM LIVE ON ST@GE!, Kyosuke Aoi
- Anidol Colors, Towa Kazuki[21]
- Starevo☆彡 88 Constellation Idol Revolution, Shiita Mikekado
- Exile Election, Kaname Ichijou[22]
- Tsukino Paradise, Kensuke Yaegashi

2018
- Senjūshi, Karl

2019
- Hero's Park, Ohui / Hiiragi[23]

2020
- Exos Heroes, Ramge

2021
- The Idolmaster SideM GROWING STARS, Kyosuke Aoi
- Dream Meister and the Recollected Black Fairy, Liebe

2022
- Last Period, Venti
- Pokémon Masters EX, Aaron[24]

2023
- Jujutsu Kaisen: Phantom Parade, Junpei Yoshino

### Acción en vivo
- Isshūkan Friends (2017)

### Doblaje
- Hank Zipzer (Nick McKelty (Jude Foley))[25]